# 安德魯斯 (內布拉斯加州)
安德魯斯（英語：Andrews）是位於美國內布拉斯加州蘇縣的非建制地區。

## 歷史
安德魯斯的郵局於1906年設立，其後於1951年停運。

## 地理
安德魯斯所處的海拔為高於海平面1361米（即4465英呎），而該地所採用的時區為UTC-7，即北美山地時區（MST）。同時該地設有夏令時間，為UTC-7調快一小時，即UTC-6（MDT）。